# Come Dancing
Singles de The Kinks
Predictable
(octobre 1981) Don't Forget to Dance
(septembre 1983)
Pistes de State of Confusion
Labour of Love Property
Come Dancing est une chanson du groupe britannique de rock The Kinks. Écrite par Ray Davies, elle est sortie en 1982 sur l'album State of Confusion. Il s'agit d'un morceau nostalgique dans lequel Ray Davies évoque des souvenirs d'enfance, à l'époque où sa sœur aînée allait danser au bal le samedi soir.
Come Dancing constitue le premier single tiré de State of Confusion. À sa sortie, en novembre 1982, c'est un échec commercial au Royaume-Uni. En revanche, lorsqu'elle sort en 45 tours aux États-Unis en avril 1983, elle rencontre un grand succès en dépit de son sujet très anglais, notamment grâce à son clip réalisé par Julien Temple, et se classe no 6 du Billboard Hot 100. Ce succès donne lieu à une réédition au Royaume-Uni qui permet à la chanson de s'y classer no 12 des ventes.
Dernier grand succès commercial des Kinks, Come Dancing est souvent jouée en concert par le groupe et apparaît sur de nombreuses compilations. Elle donne son titre à une comédie musicale de 2008 écrite par Ray Davies.

## Histoire

### Écriture et enregistrement
Ray Davies aurait commencé à écrire Come Dancing en mars 1982, dans l'avion qui le ramène en Angleterre depuis Tokyo. Il s'aide d'un clavier de marque Casio dont il vient de faire l'acquisition. Ses paroles rendent hommage à sa sœur aînée Rene Davies. Ayant émigré au Canada avec son mari, elle rend visite à sa famille en 1957 et offre à Ray sa première guitare pour son 13e anniversaire. Le soir même, elle meurt d'une crise cardiaque alors qu'elle était sortie danser au Lyceum Theatre.
En octobre 1982, Ray Davies enregistre une démo de la chanson aux studios Konk de Hornsey, dans le nord de Londres. La version finale du morceau est achevée plus tard le même mois avec les autres membres des Kinks et une section de cuivres. D'après le guitariste Dave Davies, c'est le lendemain d'une dispute féroce avec son frère Ray que la chanson est enregistrée.
Le clip de Come Dancing est tourné en novembre 1982 au Palais d'Ilford, dans l'Essex,. Il est produit par Michael Hamlyn, réalisé par Julien Temple et choréographié par Jim Cameron. Les membres du public sont joués par des fans des Kinks recrutés dans la région. L'intrigue du clip suit les paroles de la chanson et Ray Davies interprète le rôle du vaurien qui invite la sœur du narrateur au bal. Johnny Rogan estime que ce personnage s'inspire de Frank Willmore, un oncle des frères Davies. Les autres membres des Kinks jouent le rôle du groupe qui se produit dans la salle de bal à la fin du clip et que le personnage de Ray Davies regarde avec mélancolie. Le clip est diffusé pour la première fois au Royaume-Uni en décembre 1982 dans l'émission The Tube, sur Channel 4. Aux États-Unis, la chaîne MTV le passe pour la première fois le 25 mars 1983.

### Parution et accueil
La maison de disques des Kinks, Arista Records, envisage de publier Don't Forget to Dance (en) comme premier single extrait de l'album State of Confusion. Ray Davies n'est pas d'accord et insiste pour que ce soit plutôt Come Dancing qui ait cet honneur. La branche britannique du label accepte et Come Dancing sort en single (45 tours et maxi 45 tours) le 19 novembre 1982 avec Noise en face B.
Le président d'Arista, Clive Davis, doute qu'un morceau au sujet aussi anglais puisse intéresser le public américain. Il finit par changer d'avis en voyant le succès du clip, fréquemment diffusé sur MTV, et les chiffres de ventes des copies importées du single britannique. Come Dancing sort ainsi en single aux États-Unis le 21 avril 1983. Elle fait son entrée dans le Billboard Hot 100 au mois de mai et se hisse jusqu'à la 6e place le 11 juillet. Il s'agit de la meilleure performance des Kinks dans le hit-parade américain, à égalité avec le single de 1965 Tired of Waiting for You. L'ASCAP décerne à Ray Davies un trophée en octobre pour avoir écrit l'une des chansons les plus diffusées de l'année 1983.
Le succès de Come Dancing outre-Atlantique incite Arista à retarder la sortie de son successeur prévu, Don't Forget to Dance, pour la rééditer au Royaume-Uni. Elle entre dans le hit-parade britannique le 24 juillet et finit par atteindre la 12e place le 27 août. Grâce au succès de la chanson, les Kinks ont l'occasion de passer en playback dans l'émission de télévision Top of the Pops pour la première fois depuis 1972.

### Postérité
Come Dancing est fréquemment interprétée en concert par les Kinks jusqu'à leur séparation, avec des versions live disponibles sur les albums Live: The Road (1988) et To the Bone (1996). La version studio de la chanson figure quant à elle sur de nombreuses compilations du groupe, à commencer par Come Dancing with the Kinks: The Best of the Kinks 1977–1986, à qui elle donne son titre.

## Fiche technique

### Chansons
Toutes les chansons sont écrites et composées par Ray Davies.
| 1. | Come Dancing | 3:59 |
| 2. | Noise        | 4:27 |

| 1. | Come Dancing | 3:44 |
| 2. | Noise        | 4:34 |

### Musiciens

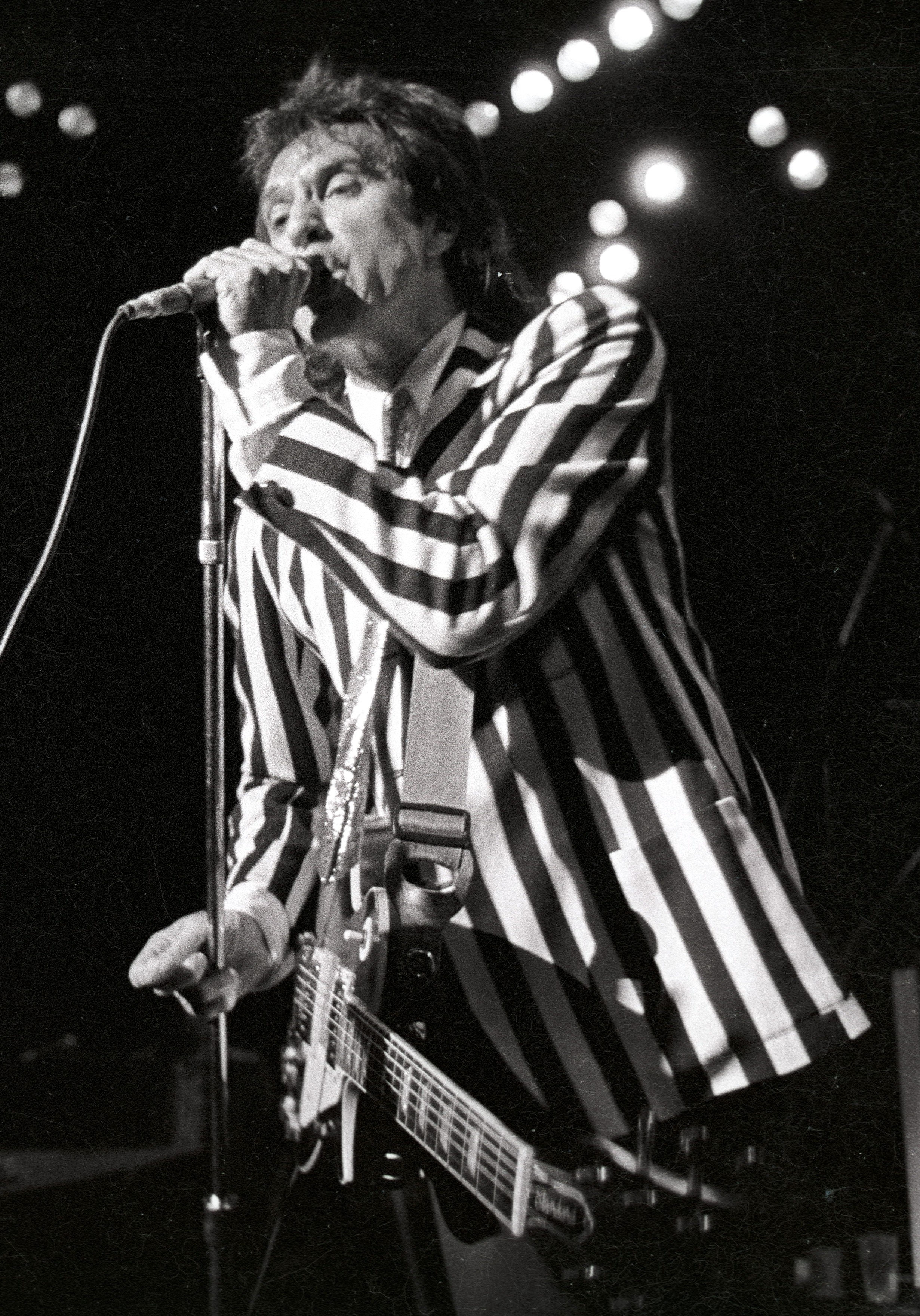
Ray Davies sur scène en 1985.

D'après Doug Hinman :

#### The Kinks
- Ray Davies : chant, guitare acoustique
- Dave Davies : guitare électrique, chœurs
- Mick Avory : batterie
- Jim Rodford : basse, chœurs
- Ian Gibbons : claviers

#### Musiciens supplémentaires
- John Beecham : trombone
- Noel Morris : trompette
- Andy Hamilton : saxophone ténor
- Alan Holmes : saxophone baryton
- Kate Williams : voix

### Classements
| Classement                             | Meilleure position |
| -------------------------------------- | ------------------ |
| Belgique (Flandre Ultratop 50 Singles) | 18                 |
| États-Unis (Hot 100)                   | 6                  |
| Pays-Bas (Single Top 100)              | 29                 |
| Royaume-Uni (UK Singles Chart)         | 12                 |
| Suisse (Schweizer Hitparade)           | 13                 |